# Team Coast
El Team Coast, también conocido en sus últimos meses como Team Bianchi, fue un equipo ciclista alemán, activo en las temporadas 2000-2003.
Entre los ciclistas que corrieron en el equipo destacan Alex Zülle, Jan Ullrich, Ángel Casero y Fernando Escartín.

## Historia del equipo

### Team Coast

#### Inicios modestos

##### 2000
El equipo Team Coast debutó en la temporada 2000 como una formación modesta, encuadrada en la Segunda División de la UCI, después de que Coast hubiera sido copatrocinador del efímero Team Leonardo-Coast de Tercera División en 1999.
Entre los integrantes de su plantilla estaban Simone Mori, Bekim Christensen y Jan Bratkowski, aunque la mayor parte de los ciclistas (nueve de un total de quince, algunos de los cuales se sumaron a lo largo del año) eran alemanes.
La formación concluyó su primera temporada en un discreto 40.º puesto en la clasificación de esa Segunda División, después de no lograr ninguna victoria y obtener únicamente tres segundos puestos en etapas de vueltas menores como principal botín. El mejor momento de la temporada fue en el Sachsen Tour, en el que el ruso Anton Chantyr fue tercero en la general.

#### Fichajes estrella y ascenso a Primera

##### Ascenso invernal con Zülle y Escartín
A finales de 2000 el equipo llevó a cabo una agresiva política de fichajes de cara a la siguiente temporada, para pasar a ser un equipo de primer nivel mundial, satisfaciendo los deseos de su patrocinador de darse a conocer internacionalmente y extender su negocio. Así, se buscó la contratación de numerosos ciclistas, combinando corredores consagrados de primer nivel con otros menos exitosos pero provenientes también de equipos de Primera, para sumar con esos refuerzos los suficientes puntos como para que la UCI concediera al equipo una plaza en la Primera División del ciclismo, junto a las mejores escuadras del momento.
Según el reglamento de la UCI, los 16 primeros equipos de la Primera División en 2000 (un total de 22) tenían asegurada su plaza de primera para 2001. Entre los competidores del Coast para lograr las restantes plazas de Primera para 2001 estaban tanto Mercatone Uno, Memory Card-Jack & Jones, Française des Jeux, Polti, y Ag2r Prévoyance (los cinco equipos de Primera en 2000 con la permanencia no garantizada para 2001, ya que el sexto, Vitalicio Seguros, desaparecía), así como los mejores equipos de Segunda en 2000: Euskaltel-Euskadi, Crédit Agricole, Linda McCartney y Mercury (todos ellos por delante del Coast en puntos logrados por méritos propios, antes de fichajes).
Metido de lleno en una vorágine de conversaciones y negociaciones, el semidesconocido equipo germano fue objeto de numerosos rumores, incluido una posible fusión con el Phonak suizo que fue desmentido por el propio Coast.

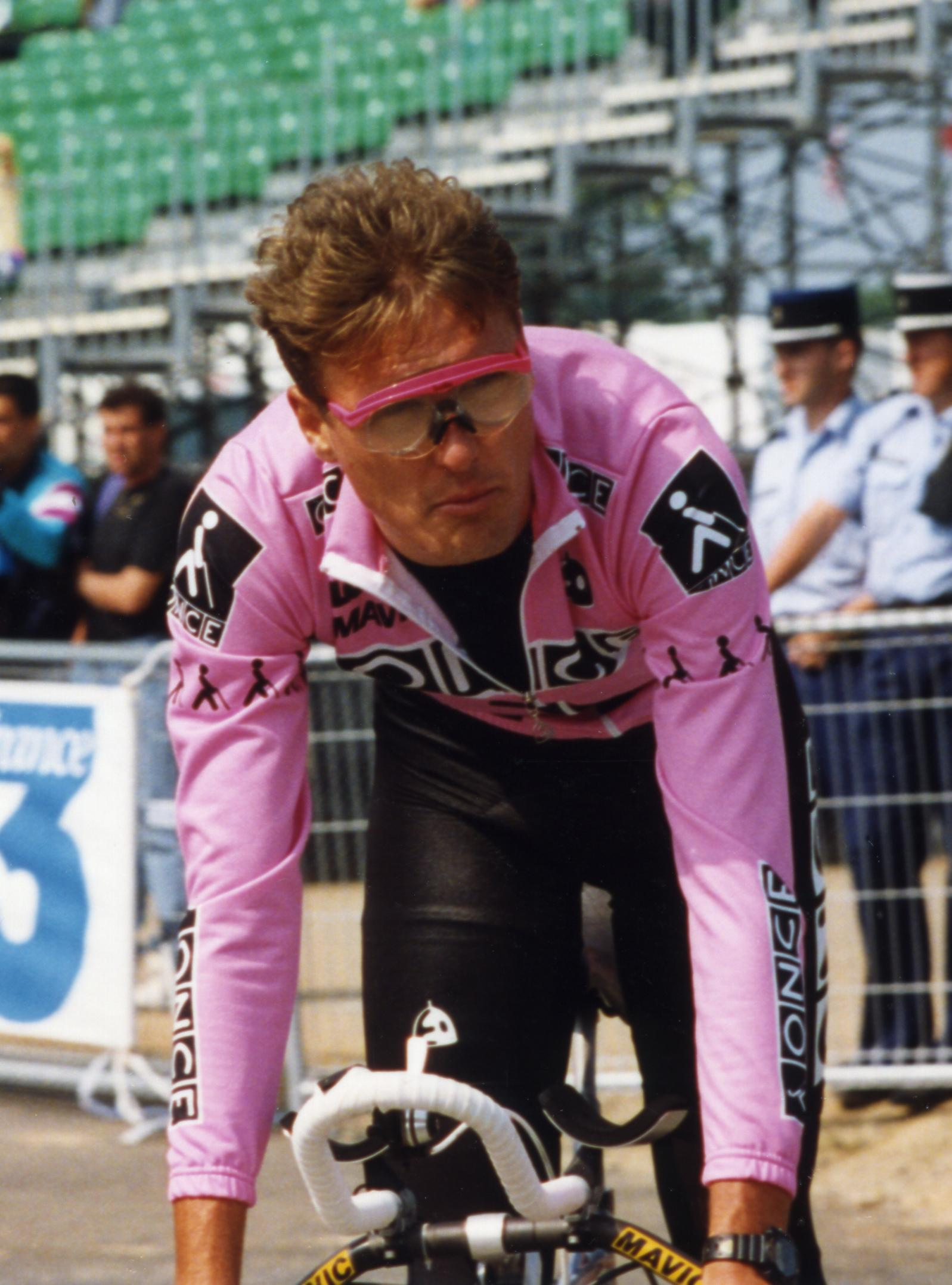
Alex Zülle en el Tour de Francia 1993, durante su estancia en la ONCE dirigida por Manolo Saiz.

Las dos principales contrataciones para esa temporada 2001 fueron Alex Zülle y Fernando Escartín. El suizo Zülle, especialista en la contrarreloj y una de las estrellas del pelotón, había corrido en ONCE, Festina y Banesto, habiendo ganado dos veces la Vuelta a España (1996 y 1997), alzándose con un mundial contrarreloj 1996 y habiendo subido dos veces al Tour de Francia como segundo de la general (1995 y 1999). El español Escartín, por su parte, era un experimentado escalador que había subido una vez al podio del Tour de Francia como tercero de la general (1999) y dos veces al de la Vuelta a España como segundo (1997 y 1998), logrando dichos éxitos en las filas del Kelme. A pesar de haber renovado con el Kelme, dicho contrato incluía una cláusula según la cual Escartín podía irse gratis si recibía una oferta de un equipo no español, como era el caso del alemán Coast, que le ofrecía dos años de contrato y una mejor remuneración.
Entre el resto de fichajes estaban los suizos Mauro Gianetti, Niki Aebersold y Roland Meier, el experimentado Aitor Garmendia, el vigente campeón de Suecia Stefan Adamsson (a quien seguía desde junio), el prometedor clasicómano Frank Høj y Lars Michaelsen, por los que también se había interesado el Memory Card-Jack & Jones.
El equipo fichó también un nuevo director deportivo, Jørgen Marcussen, hasta entonces seleccionador danés.
Aunque se había anunciado el fichaje del doble medallista olímpico Robert Bartko, este finalmente fichó por el Telekom.

##### 2001
En 2001 llegó la primera victoria en una carrera importante, de la mano de Alex Zülle ganó una etapa de la París-Niza. Poco después Zülle partió como uno de los favoritos para la Vuelta al País Vasco, en la que finalmente terminó noveno.
El debut del equipo en las clásicas de las Ardenas estuvo marcado por Roland Meier, quien dio positivo por EPO en un control antidopaje realizado en abril por la Flecha Valona; el caso de dopaje fue confirmado por el contraanálisis, y la Federación Suiza sancionó con ocho meses de suspensión a Meier. A nivel competitivo, tanto las clásicas ardenas como el Tour de Romandía concluyeron sin resultados destacados. Escartín fue tercero en la Volta a Cataluña. En la Vuelta a Alemania Zülle sufrió una mal golpe en la espalda, y la lesión se agravó al no abandonar la carrera.
El equipo no participó en el Tour de Francia tras no lograr su pase automático por su posición en la clasificación UCI, y no ser incluido entre los invitados por la organización. El hecho de que los organizadores incluyeran en su lista a ocho equipos franceses, incluidos algunos de menor nivel otros no franceses que no habían sido invitados (caso del Saeco de Mario Cipollini, el Mercatone Uno de Marco Pantani, el Mercury y el propio Coast de Zülle y Escartín), hizo que esa selección fuera una de las más controvertidas y criticadas de la historia.
El equipo debutó en una gran vuelta en la Vuelta a España, donde Escartín finalizó décimo y fue segundo en una etapa pirenaica, aunque ya sin opciones en la general.
Al término de la temporada, la UCI confirmó que el Coast continuaría siendo equipo de Primera en 2002.

##### Casero y la segunda oleada de fichajes
La parte final de la temporada 2001 fue similar a la anterior, con una intensa actividad en los despachos para concretar el fichaje de más ciclistas consolidados de cara a la temporada 2002. En esta segunda oleada se incorporaron entre otros a la escuadra hasta siete ciclistas provenientes del desaparecido Festina, además de todos los mecánicos y dos directores (incluido el principal) de la extinta formación francesa.
El fichaje de Ángel Casero suponía la llegada a la formación del ganador de la última Vuelta a España (no sin cierta polémica posterior a propósito de las bielas de los doctores Fuentes y Cecchini), dos veces campeón de España y con un historial de buenos puestos en grandes vueltas. y una ligera variación en su fisionomía, adelgazando para sin perder en exceso en la contrarreloj (su fuerte) mejorar en montaña, su hasta entonces punto débil de cara a las clasificaciones generales. Antes de que empezara la Vuelta, sin equipo asegurado para la siguiente temporada por la desaparición del Festina, Casero aseguró que esperaría hasta después de la ronda española antes de comprometerse con ningún equipo porque estaba seguro de ganar la Vuelta y aumentar su caché, con la pretensión de firmar un contrato de un millón de euros por temporada y preferiblemente en un equipo español. A pesar del interés del presidente de la Generalidad Valenciana Eduardo Zaplana por fichar "al mejor ciclista valenciano" para el equipo Kelme que patrocinaba su gobierno y dirigido por Vicente Belda, donde también corrían Óscar Sevilla y Santiago Botero, y pese a los guiños del propio Casero, las negociaciones no fructificaron por las limitaciones económicas del Kelme. En esas circunstancias, Casero parecía tener dos ofertas italianas, Saeco y Lampre, aunque posteriormente surgieron las dudas. Finalmente fichó por el Coast, aunque por la mitad (50 millones de pesetas) de lo que cobraba en el Festina (100 millones) y lejos del millón de euros (166 millones de pesetas) que había pretendido al inicio de las negociaciones. Su hermano Rafa no entró en la operación y recaló en el modesto Jazztel-Costa de Almería.
El escalador Manuel Beltrán llegaba como un buen gregario de cara a la montaña, tras haber trabajado para Abraham Olano en Mapei y Banesto. Entre el resto de incorporaciones destacaba el experimentado italiano Fabrizio Guidi, así como los españoles del extinto Festina Luis Pérez, David Plaza y Paco Lara.
De cara a la siguiente temporada se produjeron también novedades en el apartado técnico, después de que la primera temporada en la élite estuviera marcada por las dificultades de sus dos únicos directores (Wolfram Lindner y Jørgen Marcussen) para hacerse cargo de todas las responsabilidades ejecutivas. Para mejorar esta circunstancia se produjo la contratación de los directores Juan Fernández (Festina) y Alain Gallopin (Mercury), así como la incorporación del recién retirado esprínter Marcel Wüst como mánager y responsable de relaciones públicas. En el apartado de bajas se produjo la marcha de Marcussen al CSC-Tiscali de Bjarne Riis.
También llegó como nuevo patrocinador Bianchi, y se contrató a todos los auxiliares del desaparecido Festina.

##### 2002
En 2002, Thorsten Wilhems ganó en enero la general del Tour de Catar, donde se impuso además en dos etapas y fue tercero en otras dos. Poco después, ya en febrero, el propio Wilhems y Alex Zülle ganaron las dos primeras etapas de la Vuelta al Algarve. El equipo mostró su satisfacción por el buen inicio de temporada, y poco después Renault se convirtió en un nuevo patrocinador del equipo; hasta entonces los coches del equipo, de la marca Mercedes, habían sido adquiridos con cargo al presupuesto del equipo. Lars Michaelsen fue quinto en la París-Roubaix.

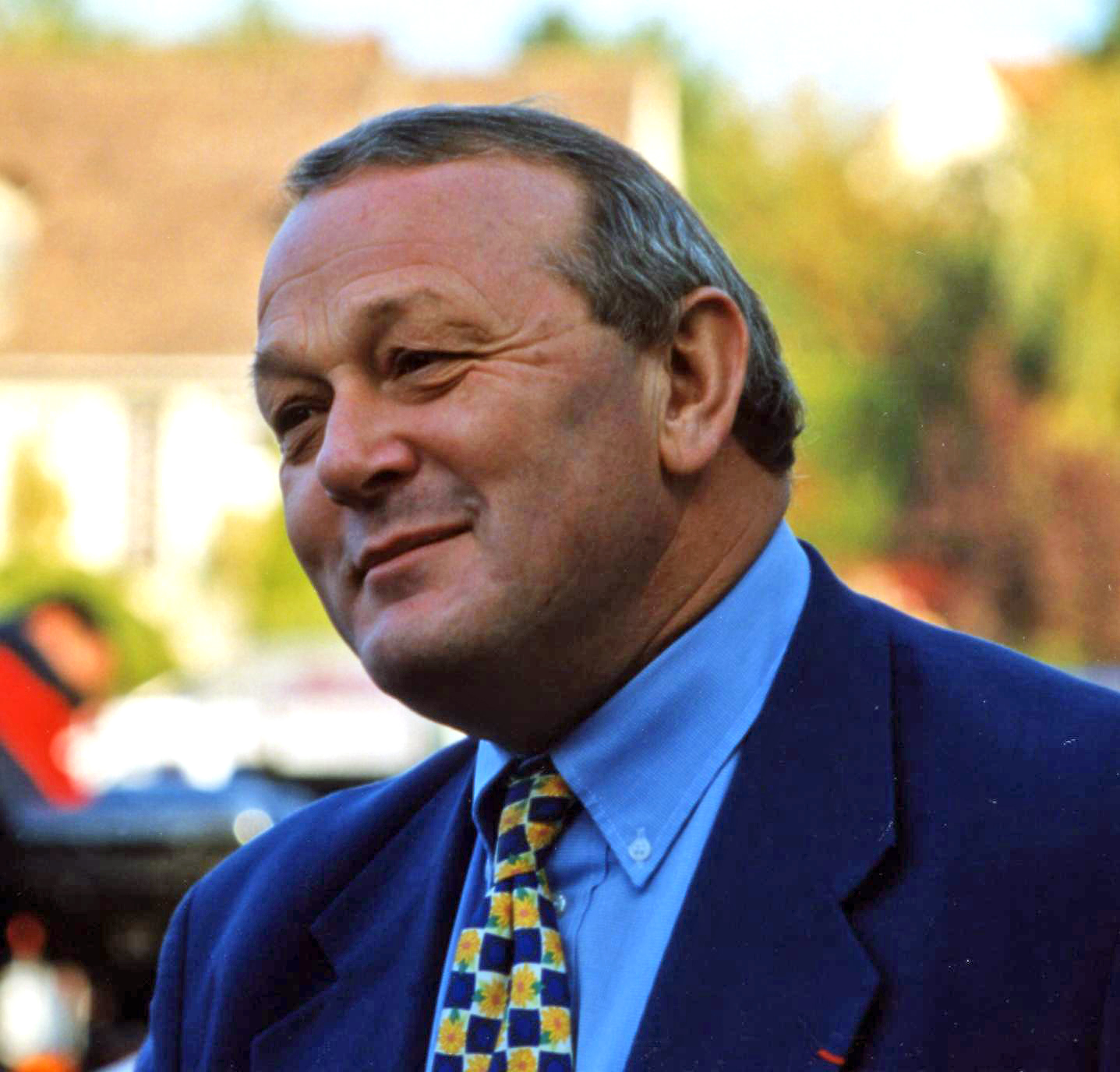
Jean-Marie Leblanc, director del Tour de Francia.

El 2 de mayo se reveló que el Coast volvería a quedarse fuera del Tour de Francia que se correría en julio, tras no recibir una de las cinco invitaciones que junto a los dieciséis ya clasificados automáticamente por su clasificación UCI, formarían el pelotón de 21 equipos de la ronda gala, a pesar de que la propia organización había especulado con la posibilidad de que fueran seis (y no cinco) los equipos invitados para satisfacer tanto el cupo de equipos franceses deseado por los organizadores como la presencia de los mejores equipos extranjeros que no hubieran logrado su clasificación automática. La no invitación del Coast a pesar de contar con grandes corredores (como Zülle, Casero y Escartín) recibió algunas críticas, debido a que la formación germana se encontraba en ese momento décima en la clasificación de la Primera División de la UCI, por delante de los equipos repescados mediante invitación. El director del Tour, Jean-Marie Leblanc, zanjó la cuestión con la siguiente sentencia: "seleccionar es escoger y escoger es disgustar".
Zülle ganó esa misma semana dos etapas del Tour de Romandía de manera consecutiva: una en ruta, en la considerada etapa reina, y otra en la contrarreloj final, concluyendo segundo en la general final, a 47" del ganador Dario Frigo tras haber perdido 1'13" en la primera etapa por una caída. El equipo corrió poco después el Giro de Italia, en lo que supuso el estreno del Coast en la ronda italiana. Escartín fue octavo en la general (a 7'07" del ganador Paolo Savoldelli), y entró entre los diez primeros en cuatro etapas de montaña.
Zülle completó una gran primera mitad de año ganando en junio la Vuelta a Suiza, considerada como la vuelta por etapas más importante del calendario ciclista tras las tres grandes vueltas de tres semanas de duración. Zülle, que se impuso a varios ciclistas que acudirían poco después a disputar el Tour de Francia, logró de esa forma subir al podio en las dos rondas de su país: segundo en la de mayo y primero en la de junio. Poco antes, y dentro de ese mismo mes, Aitor Garmendia había ganado la etapa reina de la Vuelta a Alemania, que le sirvió para ser líder por un día.
En la Vuelta a España, el equipo se presentaba con el vigente ganador Ángel Casero como jefe de filas. Casero terminó sexto en la general, tras ser segundo en la contrarreloj de la última etapa, con meta en el Estadio Santiago Bernabéu. Aunque no se lograron victorias de etapa, los tres corredores más destacados del equipo (Casero, Pérez y Plaza) se dejaron ver en varias etapas con tres segundos y dos terceros puestos en total.
En esa segunda mitad de año el corredor más destacado del equipo fue el joven Steffen Radochla, logrando cuatro victorias en carreras menos conocidas de Holanda, Alemania y Bélgica, mientras que Fabrizio Guidi ganó la primera etapa del Brixia Tour disputado en su país.
Escartín, que acababa contrato a final de temporada, no encontró un equipo que le ofreciera lo que el Coast, por lo que a finales de octubre el pelaire anunció su retirada, sumándose así a sus compatriotas Abraham Olano (ONCE) y Melchor Mauri (Maia).

#### Fichaje y recuperación de Ullrich
ullrich decidirá fecha.

##### Negociaciones y contratación
El Coast fue uno de los varios equipos interesados en contratar a la estrella alemana Jan Ullrich, agente libre después de que su hasta entonces equipo, el Telekom, le hubiera rescindido el contrato por sus escándalos. Entre los otros equipos que también negociaron con Ullrich estuvo el CSC dirigido por Bjarne Riis, quien se confesó frustrado al anunciar el 7 de enero de 2003 el fracaso definitivo de las conversaciones para incorporar a Ullrich a su escuadra, que habían durado casi seis meses. Según el mentor de Ullrich Rudy Pevenage, el motivo de su no fichaje por el CSC se habría debido a que el equipo danés se oponía a que Pevenage y otras personas afines al alemán pudieran seguir con él.
Otro equipo interesado en su contratación, para la que Ullrich estaría pidiendo tres millones de euros por temporada (a pesar de que su valor objetivo tras un año sin competir se estimaba la mitad), era el Phonak dirigido por Álvaro Pino. El exciclista del Coast Lars Michaelsen, enfrentado con el equipo por un supuesto impago de su sueldo de 2002, calificó de "increíble" el hecho de que un equipo denunciado por ese motivo pudiera estar negociando la incorporación de un ciclista con las pretensiones económicas de Ullrich.
Finalmente 13 de enero el propio Ullrich reveló su decisión de fichar por el Coast, que le ofrecía un contrato millonario valorado en 7 millones de euros por tres años, enfatizando asimismo la importancia que había tenido en esa elección el hecho de que la formación germana hubiera sido seleccionada como una de las diez integrantes del Top 10 de la Primera División para la temporada 2003, que daba acceso automático a las principales carreras del año El contrato, por tres temporadas (con 2003 como puesta a punto para unos exitosos 2004 y 2005) fue firmado definitivamente el 15 de enero.
El gran rival de Ullrich para el Tour de Francia, el cuatro veces maillot amarillo Lance Armstrong (US Postal), criticó a Ullrich (así como a su asesor Rudy Pevenage) por fichar con el Coast, acusándole de haber preferido el dinero a lo que él consideraba la mejor opción para el alemán, el CSC de Riis.

##### Evolución de la pierna y entrenamientos con Cecchini
Tras meses de dolores y precauciones con su pierna (operada dos veces en 2002) y la prohibición de los médicos de realizar entrenamientos intensos, se habían llegado a generar dudas sobre si realmente se llegaría a rubricar el contrato con el Coast hasta un día antes de firmarlo. Con el contrato firmado, Ullrich viajó a Gandía (Valencia, España) para reunirse con sus compañeros en la presentación y primera concentración del equipo, a la vez que reveló al diario Bild que aún se veía falto de entrenamiento.
Aliviado por la ausencia de dolor en su pierna, en el mes de febrero se centró en entrenar durante tres semanas en la Toscana, sin presionarse a la hora de fijar una fecha concreta para debutar en competición. El propio Ullrich se mostró contento de sus progresos durante dicha preparación. El motivo de ir a la Toscana radicaba en que allí estaba afincado el controvertido doctor Luigi Cecchini, con el que Ullrich había empezado a trabajar tras proponérselo Bjarne Riis cuando estuvo a punto de fichar por el equipo del danés, el CSC. Riis había ganado como ciclista el Tour de Francia 1996 siendo cliente de Cecchini, confesando años después que su preparación incluía la toma de EPO.
no reg.

#### Dificultades económicas

##### Denuncias de corredores por los contratos
En septiembre de 2002 se hizo público que varios corredores, incluido el jefe de filas Alex Zülle, habían solicitado a la UCI que mediara en el conflicto que les enfrentaba con el equipo Coast, como consecuencia de unas disputas contractuales. Según declaró a Europa Press el portavoz de la formación, el exciclista Marcel Wüst, la disputa tenía su origen en que tres corredores llegados para la temporada 2001 (Gianetti, Michaelsen y el propio Zülle) habían aceptado en sus respectivos contratos una cláusula según la cual su retribución variaría en función de su rendimiento; en conreto, del número de puntos logrados en la clasificación UCI.
En enero de 2003 la situación se agravó al conocerse que el ya exmiembro del equipo Frank Høj, que en marzo de 2002 había firmado un nuevo contrato con un sueldo mensual fijo y sin variaciones según los puntos UCI, no había recibido su sueldo desde mayo. Wüst alegó que para recibir su sueldo Høj debía pagar impuestos e IVA alemanes, y que de hecho Høj tampoco había solicitado que se le abonara su sueldo pendiente, a lo que Hoj respondió que en su contrato no figuraba que debiera hacerlo. Wüst instó a Høj y al resto de ciclistas (especialmente Gianetti y Michaelsen) que denunciaban públicamente que no les habían sido abonados sus sueldos que llevaran el caso a los tribunales. La polémica fue aprovechada por Manolo Saiz (ONCE-Eroski) para atacar a su rival, acusando al Coast de practicar "dopaje burocrático".
Pocos días después los españoles Ángel Casero, Manolo Beltrán, Luis Pérez, Jaime Hernández, David Plaza y Paco Lara dieron un ultimátum al equipo: o recibían el dinero que se les debía de 2002 antes de finalizar el mes o acudirían a la UCI para que se ejecutaran los avales bancarios de la formación y poder así cobrar. En su caso, y según reveló el diario As, el problema parecía centrado en que el Coast argumentaba que según sus contratos para poder cobrar debían pagar un 16% de impuestos al fisco alemán por figurar como autónomos, algo contrario a los deseos de estos corredores, ya que ello les suponía pagar tanto impuestos alemanes como españoles (puesto que las cantidades eran altas aún después de la retención germana). Para entonces Fernando Escartín (ya retirado, y que reclamaba cuatro mensualidades) y Aitor Garmendia, ambos con un contrato con impuestos del 16% ya en 2001, habían acudido a la UCI.
divI?

##### Presión de la UCI y la Justicia alemana
El 10 de enero de 2003 la UCI anunció la lista definitiva de equipos de Primera División, entre los que incluyó al Coast, que al ser además uno de los diez primeros equipos (el llamado Top 10) tenía asegurada su presencia en el Tour de Francia de ese año. La confirmación del Coast por parte de la UCI, a pesar de estar inmerso en un conflicto con varios de sus corredores denunciando impagos, fue defendida por la internacional argumentando que el aval bancario del equipo era mayor que la supuesta deuda reclamada por los ciclistas, aunque al mismo tiempo advertía a la formación germana de la posibilidad de tomar medidas contra ella en caso de irregularidades administrativas o de elevar la cuantía del aval bancario exigido si aumentaba el número de denuncias por impago.
Con el Consejo Ciclista Profesional vigilando las cuentas del equipo para asegurarse del pago de las mensualidades, La Gazzetta dello Sport publicó el 27 de febrero que algunos ciclistas habrían recibido su mensualidad a través de un cheque y no por transferencia bancaria, como requería la UCI. Ese extremo fue confirmado por la propia UCI, que aclaró que si bien en un primer momento el Coast había pagado vía cheque, tras haber sido informados de la imposibilidad de hacerlo de ese modo había pasado a hacerlo por transferencia bancaria.
A comienzos de marzo la agencia de viajes danesa Net Travel Service advirtió de la posibilidad de acusar al equipo de bancarrota si este no pagaba en dos semanas la deuda contraída de 500.000 kroners (6.700 euros). El Coast ya había perdido un juicio similar en Alemania poco antes. De forma paralela, la Justicia alemana había dado la razón a los exmiembros del Coast Lars Michaelsen (ciclista) y Jorgen Marcussen (director deportivo) en sus reclamaciones por impago, dando un plazo de tiempo al equipo para hacer efectivo el pago de dichas deudas. En esos mismos días se sucedieron además nuevas denuncias por impago de algunos mecánicos del equipo y hoteles en los que se habían alojado los ciclistas.

##### Suspensión del equipo por la UCI
El 6 de marzo el equipo fue suspendido por la UCI después de que la noche anterior le llegaran documentos bancarios en los que se evidenciaba que el Coast no estaba cumpliendo con las directrices impuestas por el Consejo Ciclista Profesional. Dicha suspensión impedía al equipo tomar la salida en cualquier carrera a partir de ese momento, permitiéndole únicamente concluir su participación en la Vuelta a Murcia en curso.
El propietario de Coast Günter Dahms, en declaraciones al diario Marca, achachó la suspensión a "un malentendido" (en concreto, a que habían enviado a la UCI para su fecha límite del 5 de marzo una copia del documento de la transferencia bancaria en lugar del original, al estar el banco cerrado por carnavales), confiando asimismo en una pronta resolución del caso. Marcel Wüst, por su parte, remarcó en L'Equipe que el caso no tenía que ver con los casos de impago de temporadas anteriores y que en este nuevo año habían solucionado el conflicto por el IVA alemán siendo el propio equipo quien realizara esa retención del 16% para el fisco germano antes de pagar a sus empleados.

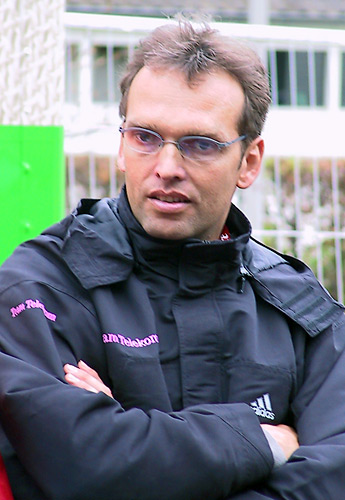
Olaf Ludwig, uno de los directores del Telekom y miembro del Consejo Ciclista Profesional, en una imagen de la Amstel Gold Race 2002.

A pesar de la versión dada por el equipo, la UCI mantuvo su suspensión, por lo que no pudo tomar la salida de la París-Niza, entre otras carreras. Wüst se mostró crítico ante esa situación, insinuando una posible maniobra en contra del Coast de otro equipo alemán de Primera, el Telekom, que al contrario que ellos había quedado fuera del exclusivo Top 10 y cuyo director Olaf Ludwig era miembro del Consejo Ciclista Profesional ocupado de supervisar las cuentas del Coast. El presidente de la UCI Hein Verbruggen mostró su preocupación por lo que consideraba "un exceso de equipos", y anunció reformas (como obligar a los equipos a demostrar su solvencia en enero) para evitar en el futuro situaciones similares a la del Coast.
DivIpeligro.
La UCI levantó la suspensión al equipo el miércoles 19 de marzo "con efecto inmediato" al considerar que cumplía con las condiciones exigidas en enero sobre el pago de las fichas de los miembros de su plantilla. De esta manera el Coast podía volver a la competición a tiempo para disputar tres días después la Milán-San Remo, la primera gran clásica de la temporada, considerada como uno de los cinco monumentos del ciclismo y puntuable para la Copa del Mundo.
La formación germana expresó mediante un comunicado su satisfacción por la anulación de una suspensión que había durado dos semanas, aunque mostrando a la vez su enfado por lo que consideraban un trato injusto de la UCI para con el equipo y su intención de reclamar daños y perjuicios. El patrón Günther Dahms, en declaraciones al diario Süddeutsche Zeitung, ya había adelantado antes de que la suspensión fuera anulada su intención de demandar a la UCI por los daños causados al equipo.
La suspensión fue

##### Abandono de Zülle y descontento interno
A finales de 2002 el equipo ofreció la renovación a Alex Zülle, el ciclista más destacado del equipo y clave para que la formación terminara sexta en la clasificación UCI 2002 y lograra por tanto la clasificación automática para el Tour de Francia 2003. El representante de Zülle, el exciclista Tony Rominger, ya había intentado fichar por otro equipo, sin éxito. Finalmente se produjo un acuerdo y el suizo renovó con el Coast. Poco después el clasicómano Lars Michaelsen, enfrentado a la dirección por las mensualidades no cobradas, fichó por el CSC.
En marzo de 2003, con las discrepancias sobre las mensualidades adeudadas del 2002 y la suspensión del equipo que le impidió correr la París-Niza como telón de fondo, Rominger declaró que Zülle estaba deseando dejar el Coast y fichar por el Phonak. El Coast mostró su enfado con Zülle, al considerar que ellos habían apoyado al suizo tras su mala temporada en 2001 y que el helvético no estaba actuando con esa lealtad ahora que el que estaba en dificultades era el equipo.
Un día después, el 27 de marzo, se llegó a un acuerdo para rescindir su contrato con el Coast, del que Zülle dijo que "no quería correr para ellos nunca más", fichando inmediatamente por el Phonak, que no tenía asegurada su plaza en el Tour. El Coast, por su parte, lograba ahorrarse el sueldo del helvético y se acercaba a la posibilidad de depositar el aval bancario exigido por la UCI para registrar oficialmente el contrato de Ullrich. El mismo día de la marcha de Zülle dejó también el equipo Luis Pérez, quien poco después fichó por el Cofidis. A propósito de esas dos bajas, el director Wolfram Lindner aseguró que "los mejores corredores son los corredores contentos", en referencia a las malas relaciones de los últimos tiempos entre la estructura germana (ya de vuelta a la competición) y sus ya exciclistas.
Ángel Casero, que seguía en el Coast, admitió a Marca la influencia negativa que todos esos problemas estaban teniendo en la moral de la plantilla y destacó la importancia de mantenerse preparados mentalmente para encarar futuros objetivos como el Tour, al tiempo que reconocía haber recibido del equipo un correo electrónico advirtiendo a todos los integrantes que no hicieran declaraciones negativas so pena de ser suspendidos de sueldo durante un mes. El danés Bekim Christensen corroboró en una entrevista a Ekstra Bladet la existencia de dicho correo electrónico y habló también del pobre ambiente dentro del equipo tras la baja del jefe de filas Zülle, del especial descontento de los ciclistas españoles (de quienes dijo que era "evidente" que no querían hacer su parte del trabajo "nunca más") y de la posibilidad de que el equipo desapareciera tras el Tour en caso de no sumarse un copatrocinador.

##### Contrato no registrado de Ullrich e incertidumbre
A pesar de que Jan Ullrich estaba oficialmente comprometido con el equipo, su situación contractual con el Coast no estaba clara, debido a que el contrato de Ullrich, que no podía competir hasta el 23 de marzo por estar todavía cumpliendo su suspensión por haber tomado anfetaminas a finales 2002, no había sido aún registrado ante la UCI. Cuando el equipo se vio envuelto en dificultades económicas, el representante de Ullrich salió al paso de los rumores que apuntaban a su posible marcha del equipo, culpando a la UCI de "hablar demasiado", mientras que el director Wolfram Lindner aseguró que el registro era un simple formalismo que sería resuelto en pocos días.
Sin embargo, tras confirmarse el 6 de marzo la suspensión del equipo por parte de la UCI, el mentor de Ullrich Rudy Pevenage declaró a Reuters que en caso de no solucionarse pronto la nueva situación el corredor buscaría otro equipo y confirmó que si bien él había recibido parte de su sueldo, ni Ullrich ni su compañero de entrenamientos Tobias Steinhauser habían cobrado.
La situación de Ullrich despertó la atención de varios equipos interesados en ficharle, como Quick Step o CSC. Sin embargo, Pevenage declaró entonces que darían dos semanas de plazo a Coast antes de tomar una decisión, y un día después, el 19 de marzo, la UCI levantó la suspensión del equipo.
Con ambas suspensiones (la del equipo y la de Ullrich) ya vencidas, el corredor alemán seguía necesitando todavía para poder volver a la competición en el Circuito de la Sarthe el 8 de abril que la UCI diera el visto bueno a su contrato, en un proceso con algunas complicaciones burocráticas como consecuencia del traslado de residencia de Ullrich, que se había mudado a Suiza. Con la marcha del descontento Alex Zülle el 27 de marzo, el equipo lograba ahorrarse el sueldo del helvético, acercándose a la posibilidad de depositar el aval bancario exigido por la UCI para registrar oficialmente el contrato de Ullrich.
A finales de mes Ullrich recibió el visto bueno de las autoridades suizas, y aunque la incertidumbre sobre la situación económica del Coast y su capacidad presentar el aval bancario exigido hacía que la autorización oficial de la UCI fuera aún una incógnita, el alemán se mostró confiado y regresó a la Toscana para continuar con su puesta a punto.

##### Bianchi, copatrocinador al rescate
El 1 de abril se anunció que el equipo no participaría en el Giro de Italia.
También a principios de abril Bianchi, proveedor de bicicletas desde 2002, aportó a la escuadra una inyección de dinero para su rescate, haciendo posible su participación en el Circuito de la Sarthe, en lo que suponía también el debut de Jan Ullrich con el equipo (y el retorno del alemán a la competición tras haber concluido el 23 de marzo su sanción de seis meses por consumo de anfetaminas y casi 14 meses sin haber disputado una carrera).
El 15 de abril un portavoz anunció la entrada de Bianchi como copatrocinador, pasando a denominarse Coast-Bianchi. En menos de una semana Bianchi realizó una nueva inyección de fondos que hizo de nuevo posible que el equipo y Ullrich siguieran corriendo, en este caso en al Vuelta a Aragón. Manolo Beltrán fue tercero en una ronda maña dominada por los escaladores, a 26" del ganador Leonardo Piepoli (iBanesto.com).

##### Segunda suspensión por la UCI
El 7 de mayo el equipo fue de nuevo suspendido por la UCI después de que el equipo no hubiera pagado a sus corredores en abril. Como consecuencia de dicha suspensión la formación no pudo tomar la salida en la Vuelta a Asturias, una de las varias carreras preparatorias en las que tenía previsto participar con el bloque que acudiría al Tour de Francia en julio (incluido Jan Ullrich) para afinar su puesta a punto de cara a la ronda francesa.
Esta nueva suspensión pilló por sorpresa incluso al director deportivo de la escuadra y mentor de Ullrich Rudy Pevenage, y tanto Ullrich como Pevenage expresaron su decepción y descontento con la situación, que ponía en riesgo la participación del ciclista alemán en el Tour. Pevenage reveló la apertura de negociaciones con varios equipos, incluido el Quick Step, aunque los equipos más interesados en fichar a Ullrich parecían Phonak y Cofidis, siempre y cuando ello no implicara la llegada de sus acompañantes Pevenage y Steinhauser.

##### Preocupación de Ullrich
teutenberg.

### Team Bianchi

#### Llegada de Bianchi y reconstrucción

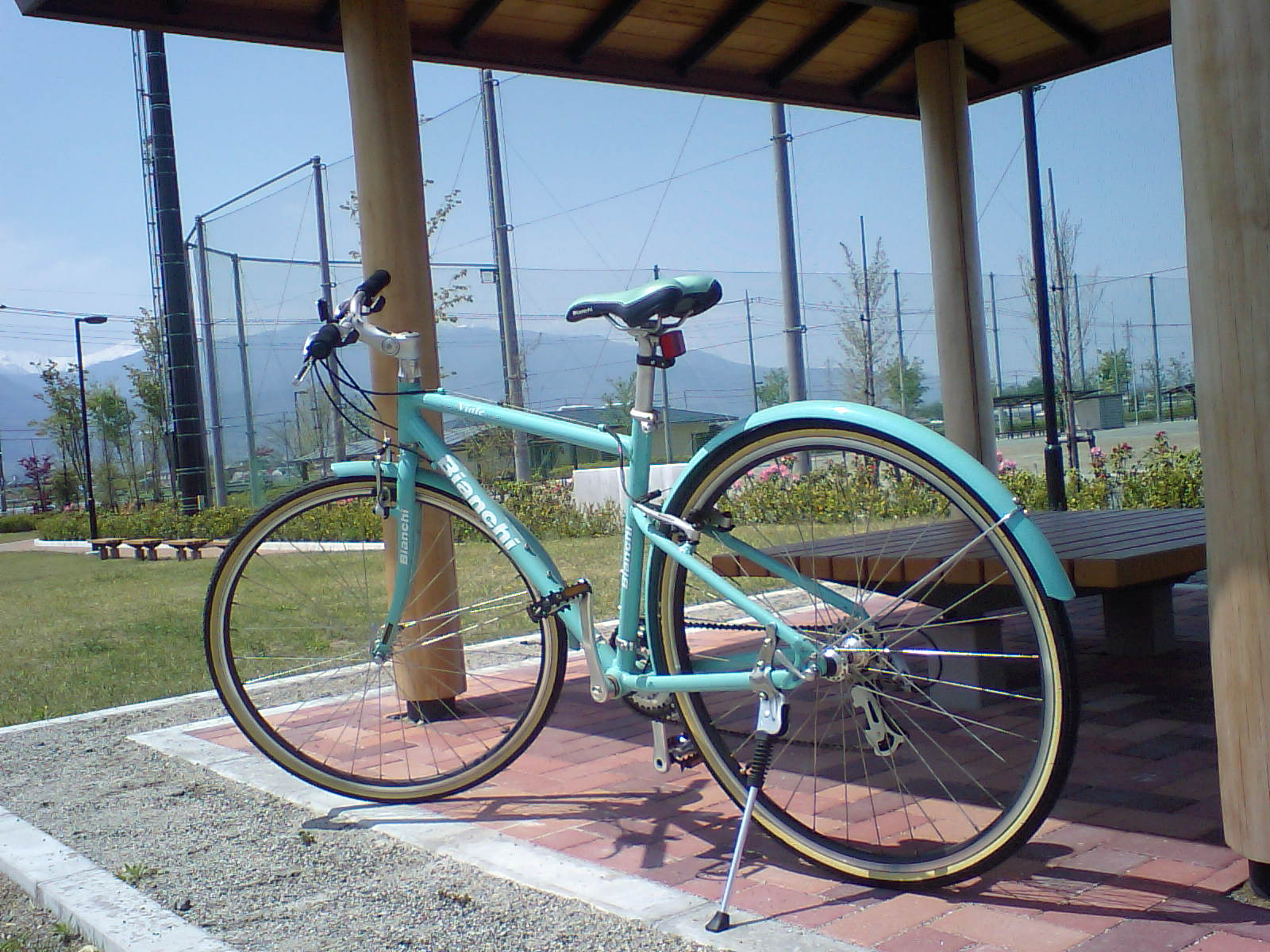
Una bicicleta clásica de Bianchi, el histórico fabricante italiano fundado por Edoardo Bianchi.

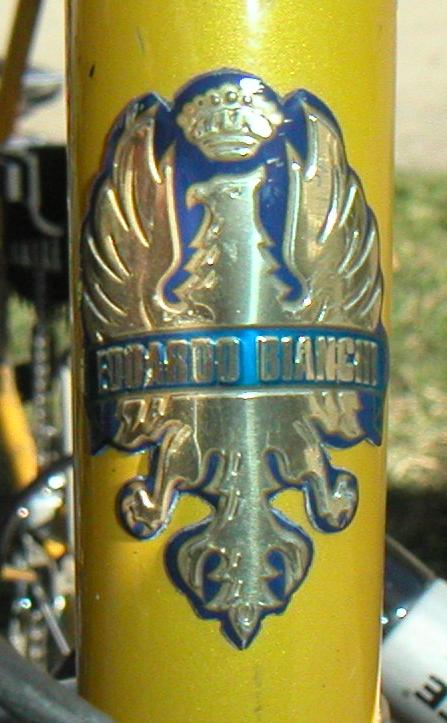
Emblema de Bianchi, con el nombre de su fundador.

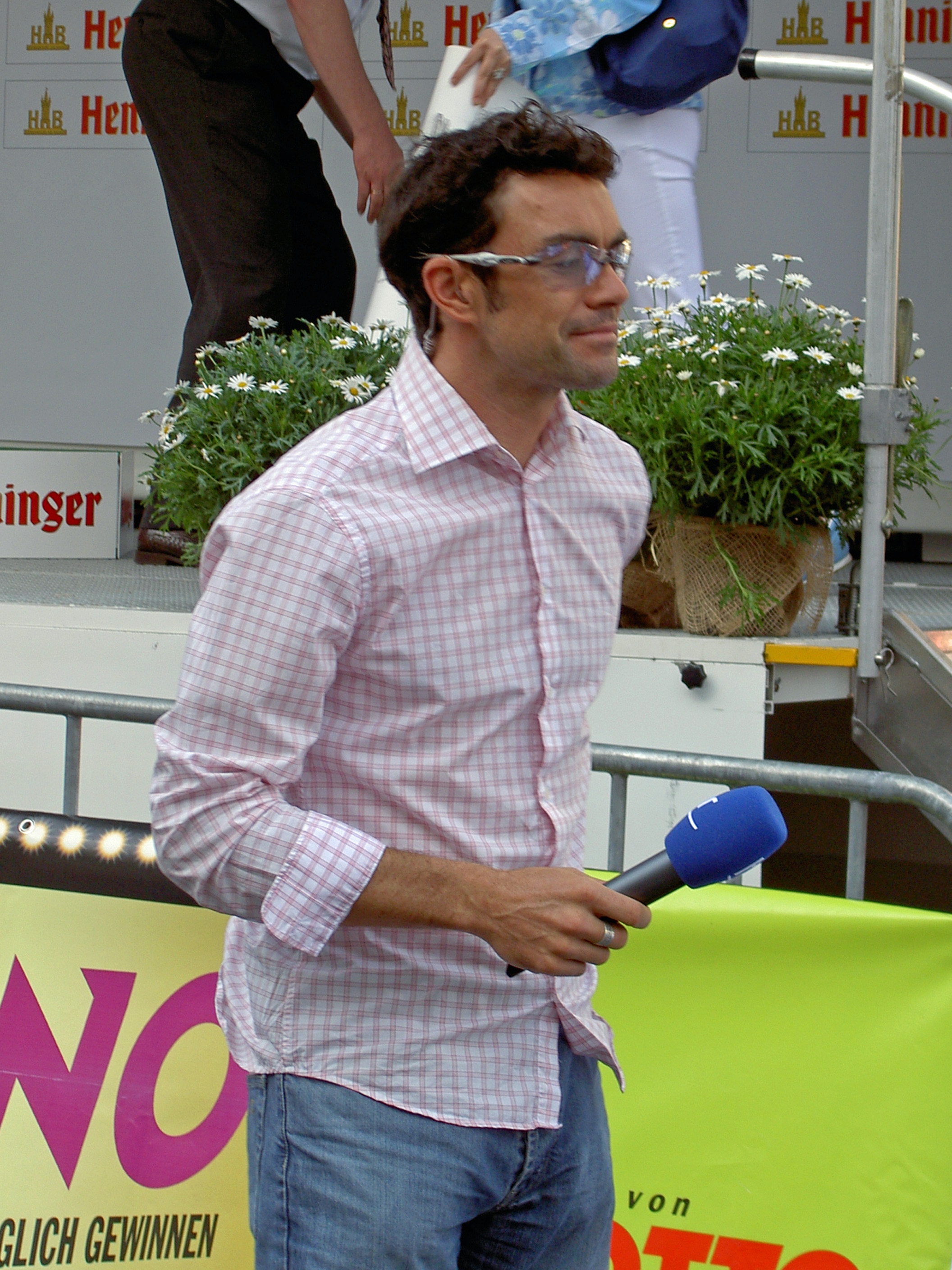
Marcel Wüst, en su trabajo posterior como comentarista de televisión.

Tras el anuncio de la segunda suspensión, Stefano Viganodi, director de márquetin del copatrocinador Bianchi, reveló que Tony Grimaldi (presidente de Cycleurope) y Davide Brambilla (vicepresidente de Bianchi Internacional) estaban trabajando para asegurar la continuidad de la estructura del Coast y asegurar la participación en el Tour de Jan Ullrich. Ese anuncio no reveló si Bianchi pasaría así a ser el nuevo responsable máximo del equipo (sustituyendo a Coast, que quedaría fuera) o si permanecería como copatrocinador (aunque con mayor influencia). El anuncio de una mayor implicación de Bianchi esperanzó a Rudy Pevenage, quien aseguró que tras conocer la noticia la prioridad de Ullrich era ser parte del remozado proyecto de Bianchi. El propio Pevenage se implicó en las negociaciones con Bianchi y en la búsqueda de posibles patrocinadores en Alemania que aseguraran la viabilidad económica exigida por la UCI. Günther Dahms, dueño de Coast y considerado como el problema principal según el entorno de Ullrich, mostró su sorpresa y reticencia ante el devenir de los acontecimientos.
Hein Verbruggen, presidente de la UCI, declaró que aquellos ciclistas que no hubieran cobrado de Dahms y el Coast el dinero que se les adeudaba eran libres para cambiar de escuadra a partir de ese momento, asegurándoles asimismo que llegado el caso ejecutarían los avales bancarios de Coast (equivalentes a tres mensualidades) para que dichos corredores pudieran cobrar. La situación fue aprovechada por Niki Aebersold para fichar por el Phonak liderado por Alex Zülle (que no había sido invitado por el Tour), y por Manolo Beltrán para firmar con el US Postal (con la misión de ser gregario de Lance Armstrong en las etapas de montaña del Tour).
El equipo no figuró en la lista de 21 equipos participantes para el Tour de Francia anunciada por la organización, aunque los organizadores dejaron abierta la posibilidad de repescar al Coast de Ullrich en caso de que aclarara su situación para formar un pelotón de 22 equipos.
La UCI, por su parte, confirmó la existencia de intensas conversaciones con Bianchi (que había mostrado un compromiso a largo plazo) para la formalización del proyecto heredero del Coast, siendo su empresa auditora Ernst & Young la que estaba analizando toda la documentación definitiva presentada para dar el visto bueno a la operación.
Finalmente el 23 de mayo la UCI hizo oficial mediante un comunicado la aprobación del Team Bianchi, que se quedaría con la plaza de Top 10 de Primera División hasta entonces en posesión del Coast (que le garantizaba su presencia en el Tour automáticamente). En dicho comunicado se especificaba que todos aquellos miembros del extinto Coast (ciclistas, directores y auxiliares) que así lo desearan pasaban a formar parte del nuevo conjunto, que contaba con las garantías económicas exigidas.
Lothar Venn, administrador de la compañía Rad Sport Marketing encargada de gestionar la bancarrota del Coast, reveló que Günter Dahms no pondría "palos en rueda" al nuevo proyecto ni impedimentos para que sus hasta entonces empleados completaran el trasvase de efectivos. 19 de los 22 ciclistas del desaparecido Coast firmaron por el Bianchi, además de técnicos y auxiliares. Sin embargo, el hasta entonces director deportivo Marcel Wüst no fichó por el Bianchi al no estar de acuerdo con su política presupuestaria, que incluía según él drásticos recortes en el sueldo de varios miembros de la plantilla que hacían incluso difícil que uno de los líderes españoles del equipo pudiera "llegar a llenar su nevera una vez al mes".

#### Presentación y puesta a punto para el Tour
Tras haber sido rechazados por los organizadores del Tour de Luxemburgo, el debut del Bianchi se produjo en el TEAG Hainleite de Erfurt, en la que Ullrich fue decimosexto pese a haber tenido problemas digestivos en los seis días previos.

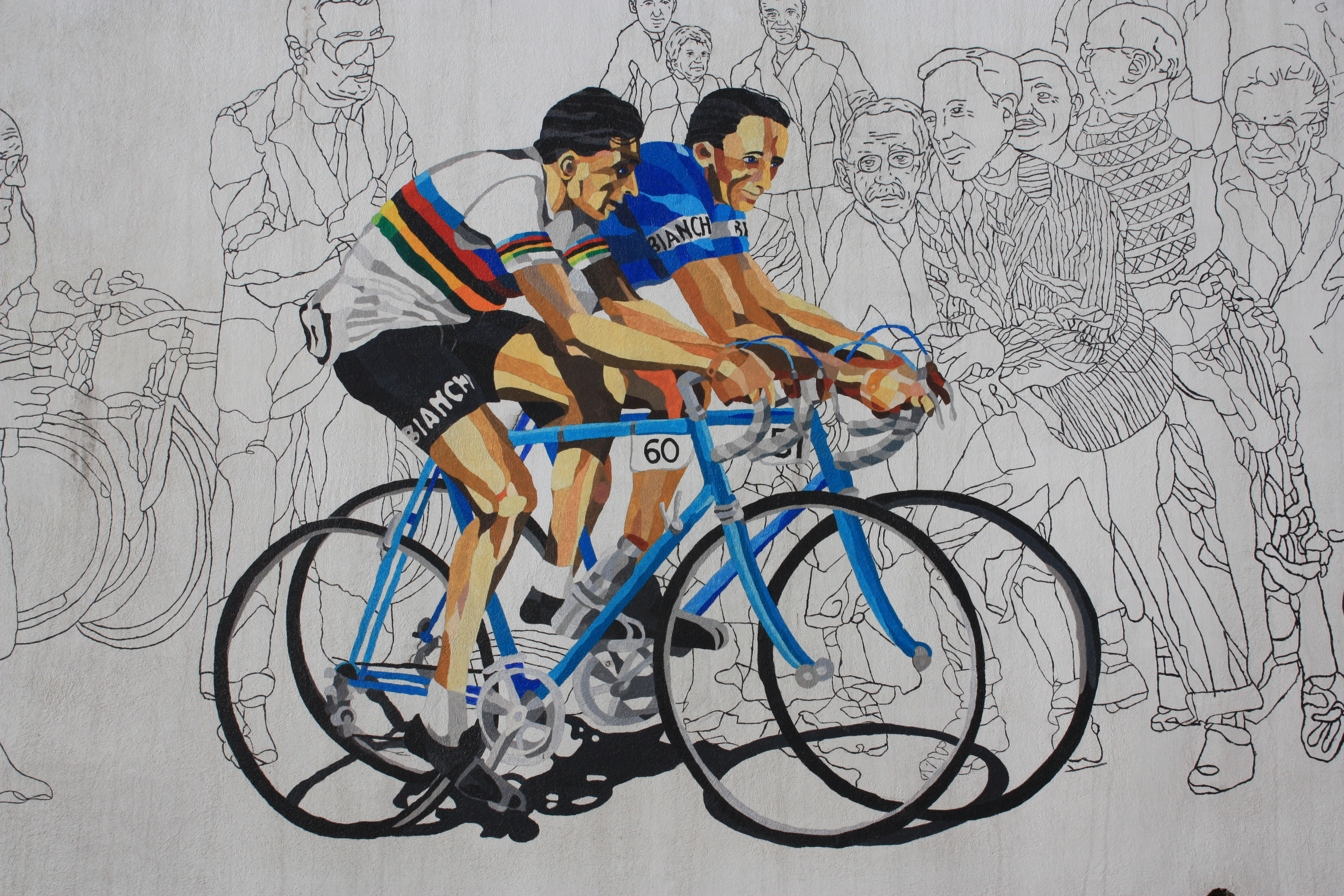
Mural en honor a Il Campionissimo Fausto Coppi, referente de la marca Bianchi por su mítica asociación.

La presentación oficial de la formación se realizó el 2 de junio, un día antes de tomar la salida en la Vuelta a Alemania. La equipación del Bianchi consistía en un maillot de color celeste (conocido como celeste Bianchi por su histórica asociación con la marca) con una franja horizontal blanca donde se podía leer Bianchi con letras negras, mientras que el culote era de color negro con franjas celeste en los laterales, en lo que fue bautizado como un conjunto de aspecto retro. El diseño se basaba en el utilizado en su tiempo por Fausto Coppi, Il Campionissimo.
Ullrich terminó quinto en la Vuelta a Alemania tras ser segundo en la contrarreloj, mientras iba cogiendo forma el equipo que le acompañaría en el Tour. Posteriormente corrió la Vuelta a Suiza para afinar su puesta a punto, donde coincidió con rivales como Alexander Vinokourov, pero no con Lance Armstrong, quien prefirió prepararse para el Tour en la otra ronda de junio utilizada para ese fin, la Dauphiné Libéré, que ganó ante un impetuoso y en gran forma Iban Mayo.

#### Ullrich, segundo en el Tour

##### Objetivos y rivales

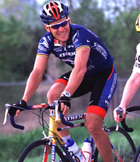
Lance Armstrong (US Postal), principal candidato a ganar el maillot amarillo.

El equipo se presentó en el Tour de Francia del centenario con un claro jefe de filas, un Jan Ullrich que volvía a la Grande Boucle tras un año de ausencia marcado por los problemas (dos operaciones, positivo y seis meses de suspensión por consumo de anfetaminas, baja de su hasta entonces equipo Telekom y una primavera turbulenta por los problemas del Coast y su refundación en Bianchi), y aunque esperanzado por su retorno, el propio Ullrich había declarado que no preveía estar en plena forma para ganar el maillot amarillo hasta 2004 y que de hecho en la temporada en curso se planteaba disputar la Vuelta a España en septiembre.
Entre los favoritos para el triunfo final destacaba el ganador de las cuatro últimas ediciones Lance Armstrong (US Postal), al asalto de un quinto Tour para igular a los míticos Anquetil, Merckx, Hinault e Induráin, así como una amalgama de aspirantes completada por Joseba Beloki (ONCE-Eroski), Alexander Vinokourov (Telekom), Tyler Hamilton (CSC), Iban Mayo (Euskaltel-Euskadi) o Ivan Basso (Fassa Bortolo), además del propio Ullrich.

##### Desarrollo de laGrande Boucle
En el prólogo de apenas 6,5 kilómetros disputado en París fue sexto, a tan solo dos segundos del primer maillot amarillo Bradley McGee y el mejor de los teóricos favoritos al triunfo final, aunque las diferencias fueron mínimas. En la siguiente etapa importante, la larga contrarreloj por equipos de la 4.ª etapa, el Bianchi realizó un buen papel siendo tercero (a 43"), tan sólo superado por el US Postal de Armstrong y la ONCE de Beloki (a 30"), y por delante del exequipo de Ullrich liderado por Vinokourov, el Telekom. Sin embargo, tras la CRE Ullrich tuvo algunos problemas de salud, al tener un fuerte dolor de cabeza y una fiebre de hasta 39,5 °C, que a la mañana siguiente bajó a 37,9 °C y poco antes de la salida a 37,1 °C; a pesar de todo Ullrich logró terminar la etapa (eminentemente llana y con meta en Nevers) dentro del pelotón, ocultando sus problemas hasta días después para que sus rivales no se aprovecharan de su debilidad. Su mentor y asesor Rudy Pevenage achacó el problema a una afección digestiva de carácter infeccioso; posteriormente Ullrich reveló que el problema se habría debido a una infusión de proteínas "contaminada", sin especificar el porqué de dicha circunstancia.

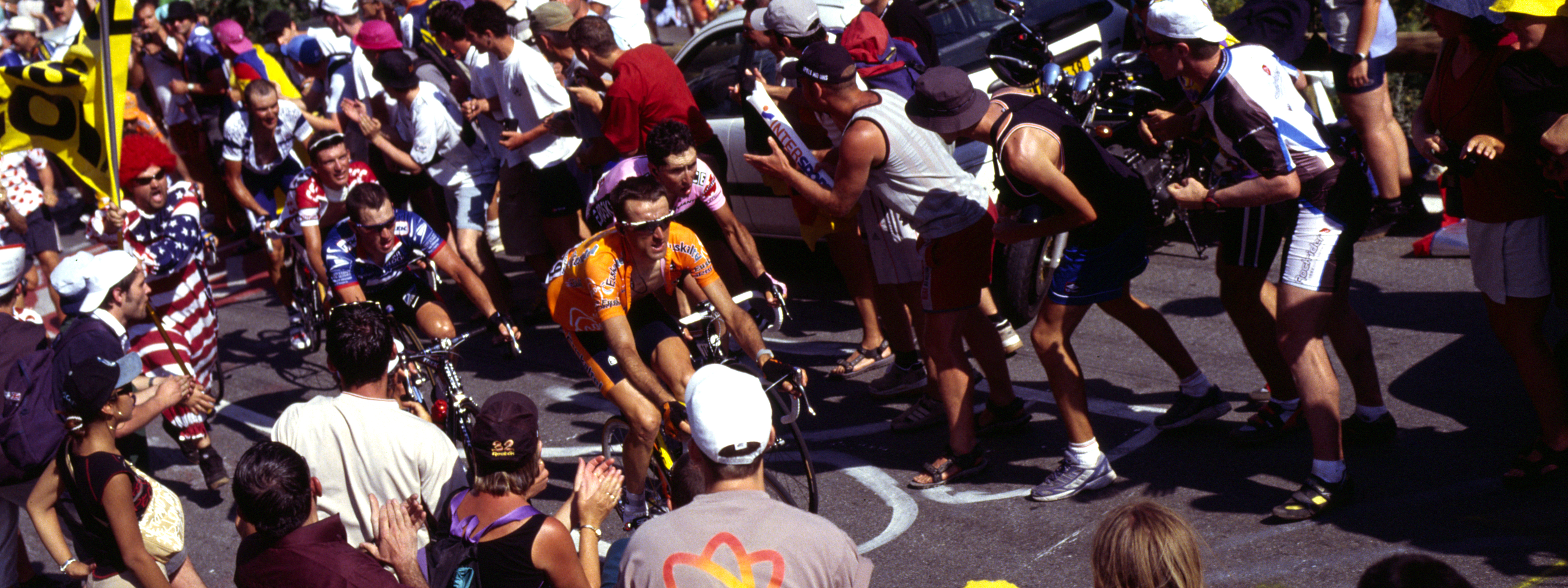
Laiseka, Basso, Hamilton, Armstrong, Zubeldia y Beloki (de izq. a dcha.) en Alpe d'Huez, en el grupo de favoritos (con Mayo y Vinokourov ya fugados) en el que no pudo estar el jefe de filas del Bianchi Ullrich.

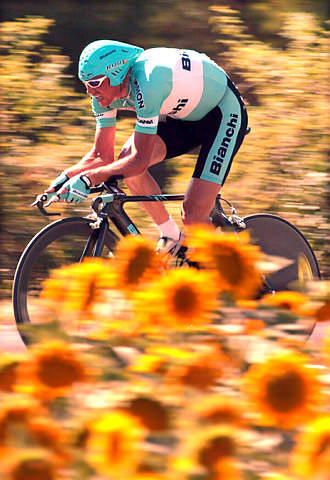
Jan Ullrich, con el maillot del Bianchi durante su victoria en la contrarreloj de la decimoprimera etapa del Tour de Francia 2003.

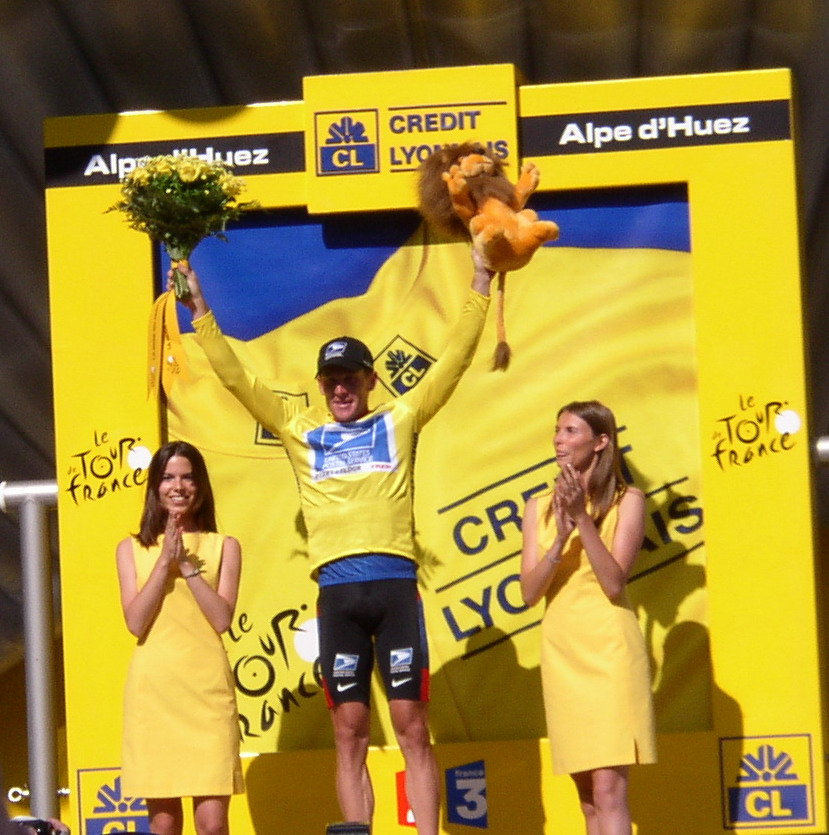
Lance Armstrong, con el maillot amarillo logrado en Alpe d'Huez y que mantendría hasta París para ganar su quinto Tour de Francia consecutivo.

Con la llegada de la montaña en los Alpes, el alemán llegó en la primera jornada alpina con meta en Morzine en el grupo principal, junto al resto de favoritos. Sin embargo, un día después no pudo seguir el ritmo de los hombres más fuertes de la carrera en la subida final al mítico Alpe d'Huez, donde ganó Mayo por delante de Vinokourov y un selecto grupo de favoritos en el que llegaron Armstrong, Mancebo, Zubeldia, Beloki, Hamilton, Basso y Laiseka, ante quienes cedió 1'24". Al día siguiente sí llegó con ese grupo de favoritos a la meta de Gap, donde Vinokourov se impuso en solitario picando 36", en una jornada marcada no obstante por el abandono de Beloki tras sufrir una grave caída en el descenso del último puerto, la Rochette, y que Armstrong logró esquivar milagrosamente atajando por el prado.
En la primera contrarreloj individual larga de esa edición, de 47 kilómetros y con tiempo soleado, Ullrich se hizo con la victoria de etapa tras una gran actuación, recuperando 1'36" a Armstrong (que llegó con la boca blanca y seca, aunque logró mantener el liderato por 34" sobre Ullrich, ahora segundo en la general) y más de dos minutos al resto, todo ello un día antes de que empezara el segundo bloque de montaña con los Pirineos. En la primera jornada pirenaica, con victoria de Sastre, Ullrich endosó 5" a Armstrong y 17" a Vinokourov, mientras que en la segunda, con triunfo de Simoni, fue Vinokourov quien recuperó 43" al grupo principal en el que iban tanto el estadounidense como el alemán.
La tercera pirenaica, la última de alta montaña, incluía en su perfil las ascensiones al Aspin, Tourmalet y Luz Ardiden (donde también estaba situada la meta). Coronaron el Tourmalet Armstrong, Ullrich, Zubeldia y Mayo, aunque al no haberse producido ataques decisivos pudieron reincorporarse al grupo otros hombres importantes (Vinokourov, Hamilton y Basso) y varios gregarios. La etapa quedó marcada por una caída en la ascensión final a Luz Ardiden de Armstrong y Mayo por un enganchón, ante la cual Hamilton pidió al grupo de favoritos que esperaran a su compatriota, del que había sido gregario años atrás. Ullrich (quien posteriormente dijo que esperó "porque el ciclismo es un deporte de caballeros") y el resto aceptaron y dejaron que se reintegrara el líder Armstrong, quien paradójicamente poco después atacó y se marchó en solitario hasta la línea de meta, metiendo 40" en meta al trío formado por Ullrich y los Euskaltel Mayo y Zubeldia (que no colaboraron en los relevos con Ullrich, a pesar de la posibilidad que tenían de meter tiempo y desbancar del podio a Vinokourov, que se había quedado atrás; y además le sprintaron a Jan en la llegada "quitándole" la bonificación). En la siguiente etapa, de Pau a Bayona, el pelotón liderado por el US Postal consintió una larga fuga de Hamilton para que el estadounidense ganara la etapa en solitario.
En la decisiva contrarreloj de la penúltima etapa de 49 kilómetros se enfrentaban Amstrong y Ullrich con un margen de 65" a favor del texano. Bajo una lluvia incesante y con un manillar muy bajo, en el kilómetro dos Ullrich aventajaba en seis segundos al estadounidense (a un ritmo que de mantenerse la progresión le convertiría en ganador), pero las diferencias fueron acortándose hasta igualar en tiempos en el kilómetro quince; Ullrich, presionado por su director Pevenage, arriesgó y se cayó al trazar una rotonda sobre un asfalto mojado, dando al traste con sus opciones de arrebatar el maillot amarillo a Armstrong. De esta forma, el alemán tuvo que conformarse con el segundo puesto en la general final, acompañando en el podio de los Campos Elíseos de París al ganador Armstrong junto al tercer clasificado Vinokourov. En sus seis participaciones Ullrich había logrado un triunfo y cinco segundos puestos, tres con Armstrong primero, siendo esta la ocasión en que menor había sido su retraso respecto al americano: 1'01", después de que Armstrong protagonizara la anécdota de la última etapa al ceder 15".

##### Valoración y cambios en el calendario
Jan Ullrich mostró su satisfacción por el segundo puesto logrado en el Tour de Francia, algo según él impensable tan solo dos meses antes tras los múltiples problemas a los que se habían enfrentado tanto él como su equipo, y que habían hecho que llegaran con cierto estrés al inicio de la ronda francesa en comparación con el resto de participantes. El alemán reconoció que el día de la decisiva contrarreloj de la penúltima etapa, cuando miró por la ventana y vio que estaba lloviendo, sabía que arrebatar el maillot amarillo de la Grande Boucle a Lance Armstrong era casi imposible, aunque se veía capacitado para ganar la crono y luchar por la general. En ese sentido, el alemán achacó su caída a una combinación de lluvia, aceite y arena en dicha zona del trazado y reconoció que a pesar de estar contento con el resultado final, lo sucedido en esa contrarreloj bajo la lluvia le dejaba con sentimientos encontrados.
Ullrich, al contrario de lo previsto poco antes, declinó participar en los lucrativos critériums post-Tour (que ofrecían hasta 100.000 euros por participar), priorizando los criterios deportivos a la hora de seleccionar el resto de carreras en las que participaría de ahí a final de temporada. Así, participó en dos pruebas de la Copa del Mundo: la Clásica de Hamburgo, en la que fue tercero, y el Campeonato de Zúrich, en el que fue segundo.
A pesar de que el plan inicial era que Ullrich disputase la Vuelta a España y el Mundial, tras sus segundo puesto en el Tour se iniciaron las dudas sobre si realmente participaría en ellas. Tras confirmarse que Ullrich no participaría en la Vuelta a España, el propio corredor dio por concluida su temporada el 1 de septiembre, anunciando su intención de tomarse unas vacaciones (renunciando así al Mundial) para después comenzar su preparación de cara a su gran objetivo, el asalto al Tour de Francia 2004. Ullrich, que había sido padre poco antes del Tour, hizo oficial también que contraería matrimonio con Gaby Weis, su novia desde años atrás y madre de su hija Sarah Marie.

#### Final de temporada sin Ullrich

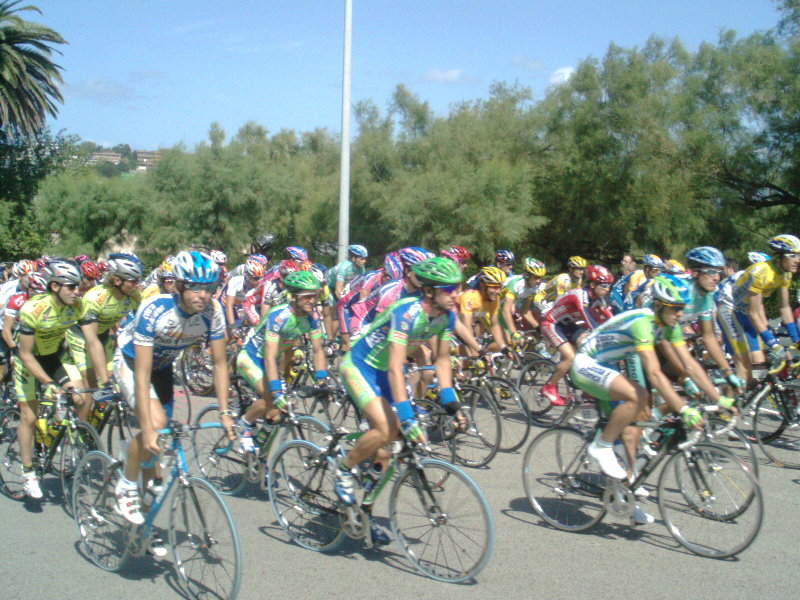
El pelotón, en Santander durante la Vuelta a España 2003.

Sin Jan Ullrich, el Bianchi se presentó en la Vuelta a España disputada en septiembre con Ángel Casero como jefe de filas. El corredor valenciano, sin embargo, vio lastrada su participación por una lesión de su pierna en forma de inflamación en un tendón, perdiendo más de una hora y media respecto al líder y portador del maillot oro en las tres primeras etapas de montaña. Finalmente Casero abandonó la carrera al no tomar la salida en la contrarreloj de Albacete (13.ª etapa) y el equipo cerró una mediocre participación con Félix García Casas, llegado a mitad de temporada procedente del BigMat-Auber 93, como mejor clasificado: 15.º, a 14'18" del ganador Roberto Heras (US Postal).
Coincidiendo con la disputa de la Vuelta, Sven Teutenberg ganó una etapa del Tour de Hesse, en la que a la postre sería la última victoria del Bianchi. Otro ciclista poco conocido, el veterano contrarrelojista Thomas Liese, fue segundo en la general del Giro del Piamonte, convirtiéndose en el último ciclista del equipo en subir a un podio.

#### Desaparición

##### Ullrich, adiós y retorno al T-Mobile

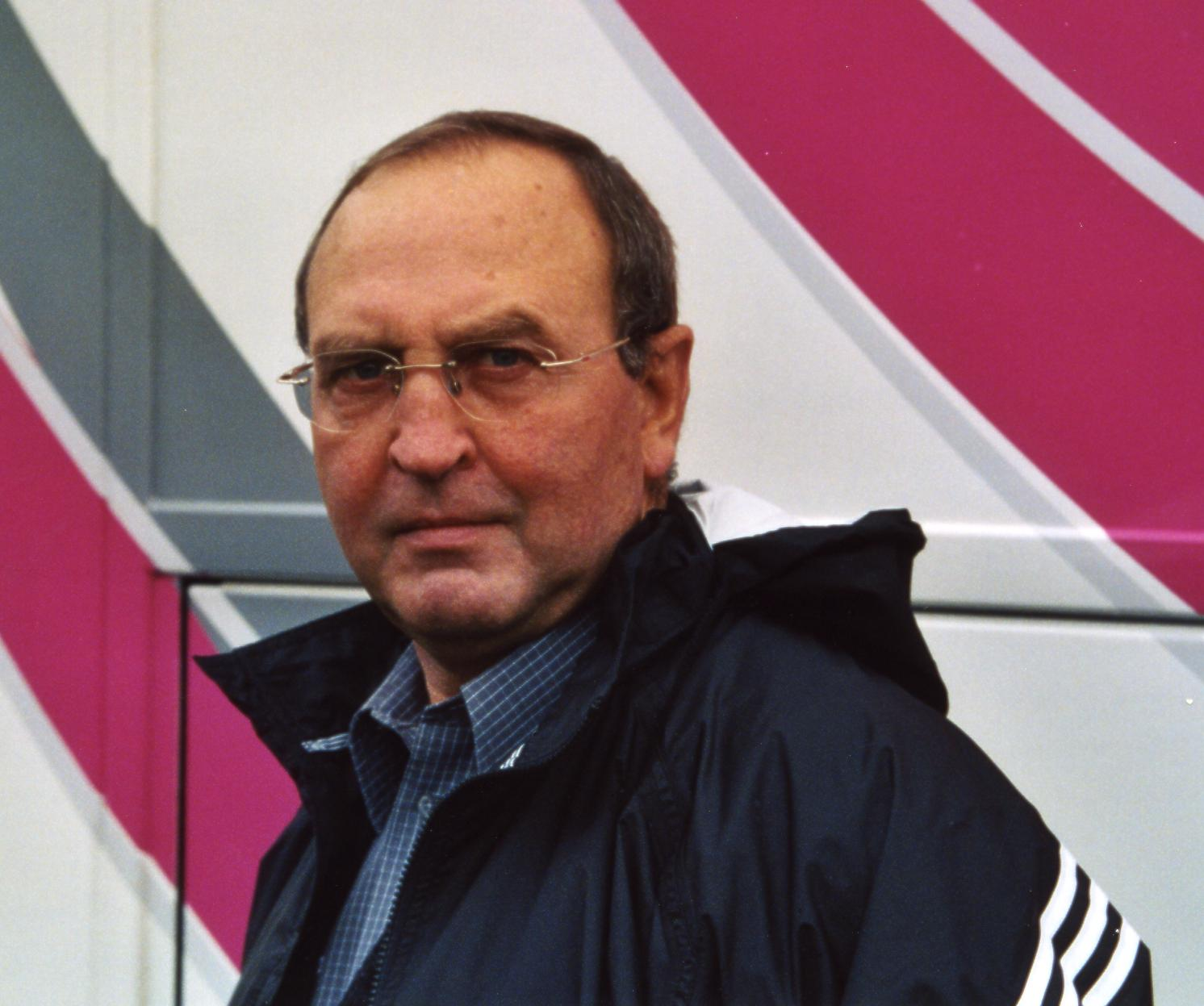
Walter Godefroot, jefe del equipo Telekom.

Tras el gran resultado cosechado por el jefe de filas del Bianchi Jan Ullrich en el Tour de Francia, su anterior equipo, el Telekom en el que había debutado y desarrollado toda su carrera profesional hasta ser despedido en 2002 por un positivo por anfetaminas, reveló su interés por contratar a Ullrich de cara a la temporada 2004. Walter Godefroot, jefe del equipo y que tuvo una fuerte discusión con el mentor de Ullrich Rudy Pevenage cuando sus caminos se separaron, mostró su disposición para que dicha reunión se produjese, alimentando así las especulaciones sobre si Ullrich permanecería en el Bianchi o volvería a la potente estructura germana, renombrada T-Mobile Team al pasar el patrocinio de la casa matriz Deutsche Telekom a la filial de móviles T-Mobile). La mala relación entre Godefroot y Pevenage se presentaba precisamente como uno de los principales obstáculos para el acuerdo.
Ullrich aseguró en ese momento que su deseo era permanecer en el Bianchi, que debía no obstante ser reforzado en lo referente a la plantilla, ya que el alemán dejó claro que el factor determinante a la hora de decidir con qué equipo de los tres interesados correría la siguiente temporada sería el nivel competitivo de dicha escuadra y no su sueldo personal. El representante de Ullrich declaró que había potenciales patrocinadores "haciendo cola" para incorporarse al proyecto Bianchi, ante las informaciones que cifraban en 10 millones de euros el presupuesto total necesario para 2004 y apuntaban a posibles dificultades para garantizarlo, con algunos ciclistas con mensualidades no abonadas (como en tiempos del Coast) y habiendo aceptado el propio Ullrich una reducción de sueldo. El mánager general Jacques Hanegraaf confirmó la existencia de negociaciones con potenciales patrocinadores para la siguiente temporada 2004 pero negó que la formación estuviera teniendo dificultades para abonar a sus ciclistas sus sueldos de la todavía en disputa temporada 2003.

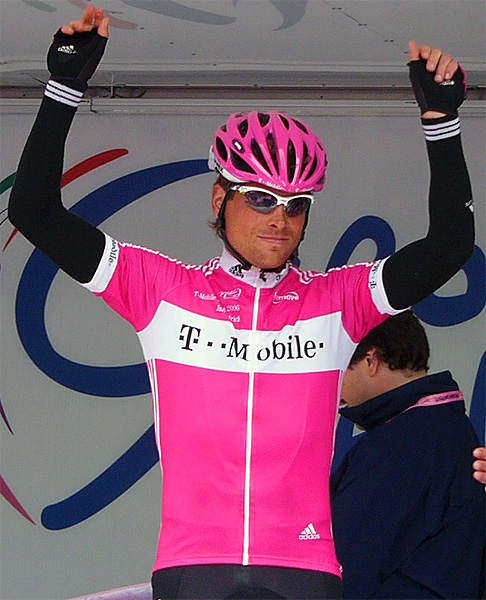
Ullrich, con el maillot del T-Mobile.

En aras de ofrecer un proyecto competitivo a Ullrich, Bianchi se mostró interesado en contratar al clasicómano Michele Bartoli para la siguiente temporada. Asimismo, se consideró la opción de una posible fusión con el Saeco liderado por el escalador italiano Gilberto Simoni (contrario a la operación), que finalmente no se llevó a cabo. El Saeco, en solitario, solo aguantaría un año más antes de su desaparición, tras la cual la mayor parte de su plantilla (incluyendo a sus estrellas Simoni y Cunego) recaló en el Lampre.
El 4 de octubre Jan Ullrich y el equipo Telekom (rebautizado T-Mobile) confirmaron oficialmente su acuerdo (confirmando una información publicada por el diario Bild ese mismo día) para que el alemán regresara a la disciplina del conjunto magenta, donde compartiría equipo con Alexander Vinokourov. Tres días después Ullrich y sus nuevos directores ofrecieron una rueda de prensa en Bonn, en la que el ya exjefe de filas del Coast/Bianchi valoró su andadura como "necesaria para madurar" y aseguró que el T-Mobile le ofrecía "el equipo más fuerte del mundo". En su regreso a la estructura germana estaría acompañado por su compañero Tobias Steinhauser, mientras que su mentor Rudy Pevenage seguiría siendo su asesor personal, aunque sin un cargo como director deportivo dentro del organigrama del equipo.

##### Desaparición confirmada por Bianchi
Inmediatamente después del anuncio oficial de la marcha de Jan Ullrich al T-Mobile para 2004, el mánager general del equipo Bianchi, Jacques Hanegraaf, mostró su enfado por dicha operación. Hanegraaf reveló también su preocupación por el futuro de la escuadra, ya que había sido construido alrededor de Ullrich y su marcha dejaba en el aire la continuidad de los patrocinadores.
En la primera semana de diciembre Bianchi confirmó la desaparición del equipo, por lo que se materializó la disolución de la escuadra puesta en marcha en mayo.

##### Desmembramiento y principales destinos

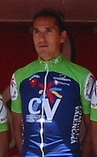
Ángel Casero, con el maillot del Comunidad Valenciana.

Ángel Casero fichó por la estructura Kelme dirigida por Vicente Belda, que para la temporada 2004 sería rebautizada como Comunidad Valenciana. Casero ya había anunciado previamente su deseo de fichar por el equipo de su tierra, donde compartiría equipo con un Alejandro Valverde cuyo representante Gorka Arrinda había criticado públicamente la posibilidad de incorporar a Casero.
El director deportivo Alain Gallopin pasó al CSC de Bjarne Riis.

### Legado

#### Bianchi, retorno al copatrocinio con Alessio
Tras el desmantelamiento de su propio equipo, Bianchi volvió a su anterior papel de copatrocinar a algún equipo ciclista ya existente. En concreto, la marca italiana se asoció como copatrocinador del Alessio-Bianchi, aunque ningún ciclista del extinto equipo de Bianchi fue incorporado.

#### Juicio de Ullrich contra Dahms por impago
Con el equipo ya desaparecido, Jan Ullrich llevó a juicio a Günther Dahms, patrón del Coast, por un delito de impago. El alemán reclamaba a su antiguo jefe el dinero correspondiente a los cuatro primeros meses de 2003 (todavía como Coast), que no le había sido abonado. En la primera vista, celebrada en cámara de derecho civil de Duisburg, la justicia alemana condenó a Dahms a abonar 1,6 millones de euros a Ullrich en concepto de honorarios atrasados e indemnización.
Dahms alegó para no pagarle que Ullrich habría recurrido al dopaje durante aquellos cuatro meses. Durante el juicio, celebrado en el tribunal regional de Dusseldorf, Ullrich negó haberse dopado en aquellos cuatro meses, durante los cuales se incluían sus estancias con el controvertido doctor Luigi Cecchini en la Toscana (de quien dijo que era quien le preparaba los entrenamientos) y unas bolsas de sangre encontradas en la clínica universitaria de Friburgo con las fechas de extracción 13/11/2002 y 2/04/2003 (de las que dijo no saber cómo había llegado allí esa sangre).
Ante la imposibilidad por parte de Dahms de probar sus acusaciones, el tribunal sentenció a Dahms a pagar 340.000 euros más intereses a su excorredor Jan Ullrich.

## Corredor mejor clasificado en las Grandes Vueltas
| Año  | Giro de Italia        | Tour de Francia | Vuelta a España         |
| ---- | --------------------- | --------------- | ----------------------- |
| 2000 | -                     | -               | -                       |
| 2001 | -                     | -               | 10.º Fernando Escartín  |
| 2002 | 8.º Fernando Escartín | -               | 6.º Ángel Casero        |
| 2003 | -                     | 2.º Jan Ullrich | 15.º Félix García Casas |

## Patrocinio
El patrocinador original, Coast, era una cadena de tiendas de moda propiedad del millonario Günter Dahms.
Bianchi, por su parte, era un fabricante de bicicletas italiano.

## Material ciclista

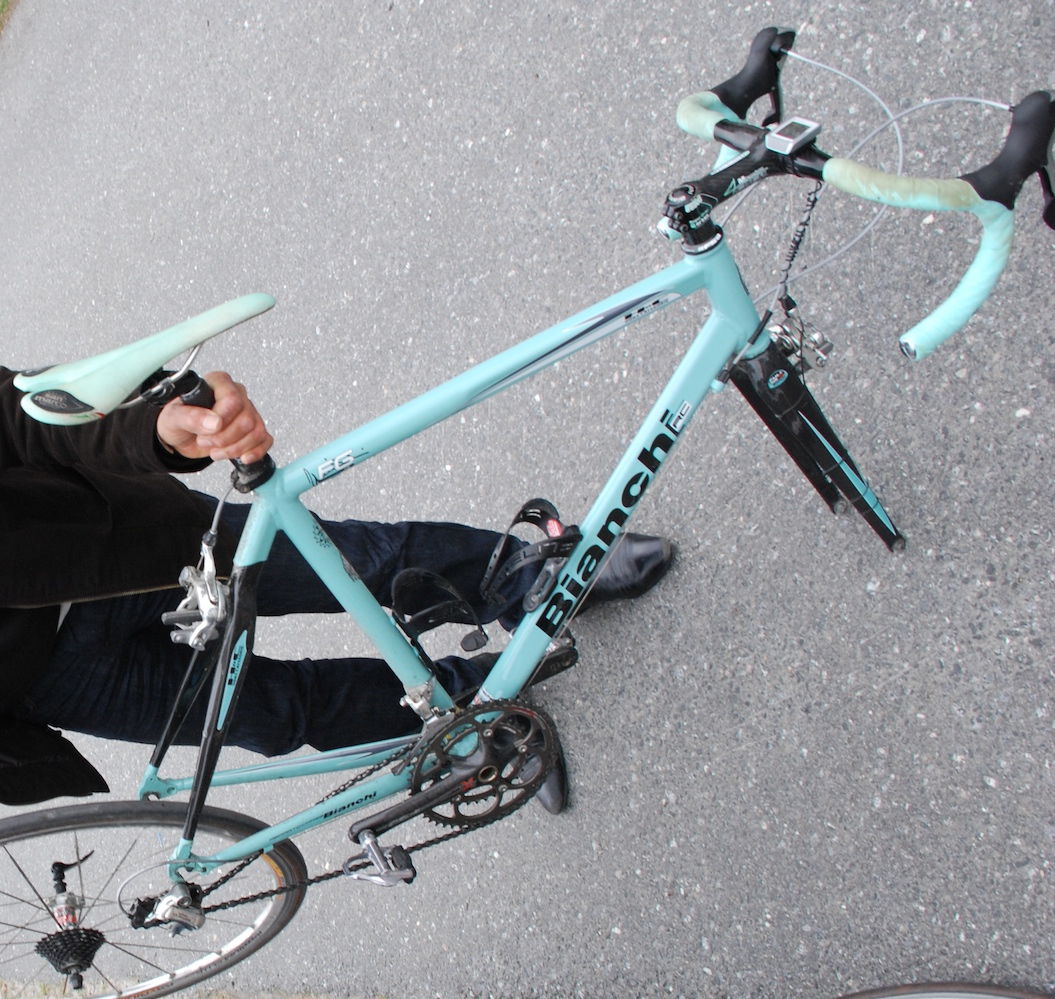
Una bicicleta Bianchi contemporánea.

El equipo utilizó cuadros de distintas marcas durante sus cuatro temporadas en el pelotón:
- Soil (2000)
- Colnago (2001)
- Bianchi (2002-2003)

La equipación ciclista de Bianchi fue creada por la compañía italiana MOA.

## Sede
El equipo tenía su sede en Essen (Renania del Norte-Westfalia, Alemania), al igual que su patrocinador principal, la empresa Coast.

## Clasificaciones UCI
A partir de 1999 y hasta 2004 la UCI estableció una clasificación por equipos divididos en tres categorías (primera, segunda y tercera). La clasificación del equipo y de su ciclista más destacado fue la siguiente:
| Año  | Categoría | Clasificación por equipos | Mejor corredor en la clasificación individual | Posición |
| 2000 | Segunda   | 40.º                      | Jan Bratkowski                                | 236º     |
| 2001 | Primera   | 21º                       | Fernando Escartín                             | 46.º     |
| 2002 | Primera   | 5.º                       | Alex Zülle                                    | 18.º     |
| 2003 | Primera   | 27º                       | Jan Ullrich                                   | 15.º     |

## Palmarés destacado
Para el palmarés completo, véase Palmarés del Team Coast

### Grandes Vueltas
- Tour de Francia
  - 2003: 1 etapa (Jan Ullrich)

### Otras Carreras
- París-Niza
  - 2001: 1 etapa (Alex Zülle)
- Vuelta a Suiza
  - 2002: General (Alex Zülle)
- Tour de Romandía
  - 2002: 2 etapas (Alex Zülle)
- Vuelta a la Comunidad Valenciana
  - 2002: General (Alex Zülle)
- Vuelta a Colonia
  - 2003: General (Jan Ullrich)

## Principales ciclistas
- Fernando Escartín
- Aitor Garmendia
- Alex Zülle
- Manuel Beltrán
- Ángel Casero
- Fabrizio Guidi
- David Plaza
- Daniel Becke
- Jan Ullrich
- Thomas Liese
- Steffen Radochla